# Burgos-BH/Saison 2016
Dieser Artikel listet Erfolge und Fahrer des Radsportteams Burgos-BH in der Saison 2016 auf.

## Abgänge – Zugänge
| Zugänge                   | Team 2015 | Abgänge           | Team 2016           |
| ------------------------- | --------- | ----------------- | ------------------- |
| Manuel Sola (ab 22. Juli) | Neoprofi  | Sebastian Mascaro | Tusnad Cycling Team |
| Temesgen Buru             | Neoprofi  | Ander Arranz      | Unbekannt           |
| Daniel López              | Neoprofi  | Unai Arranz       | Unbekannt           |
| Jorge Cubero              | Neoprofi  | Dario Hernandez   | Unbekannt           |
|                           |           | David Belda       | Team Roth           |

## Mannschaft
| Teamkader 2016                  | Teamkader 2016    | Teamkader 2016 | Teamkader 2016                        |
| Name                            | Geburtsdatum      | Land           | Vorheriges Team                       |
| ------------------------------- | ----------------- | -------------- | ------------------------------------- |
| Temesgen Buru                   | 16. November 1994 | Äthiopien      |                                       |
| Jorge Cubero                    | 6. November 1992  | Spanien        |                                       |
| Jesús del Pino                  | 9. September 1990 | Spanien        |                                       |
| Daniel López                    | 21. Januar 1994   | Spanien        |                                       |
| Víctor Martín                   | 8. April 1990     | Spanien        |                                       |
| Igor Merino                     | 16. Oktober 1990  | Spanien        |                                       |
| Juan Carlos Riutort             | 27. Juni 1991     | Spanien        |                                       |
| Álvaro Robredo                  | 3. April 1993     | Spanien        |                                       |
| Ibai Salas                      | 4. Juli 1991      | Spanien        |                                       |
| Manuel Sola (22. Jul.–31. Dez.) | 18. April 1992    | Spanien        | Caja Rural-Seguros RGA amateur (2016) |
| Arnau Solé                      | 19. März 1992     | Spanien        |                                       |
| Pablo Torres                    | 27. November 1987 | Spanien        |                                       |
|                                 |                   |                |                                       |
| Quelle: ProCyclingStats         |                   |                |                                       |